# Eupseudosoma aberrans
Eupseudosoma aberrans là một loài bướm đêm thuộc phân họ Arctiinae, họ Erebidae.